# دام (پارشیم)
دام (به آلمانی: Damm) یک منطقهٔ مسکونی در آلمان است که در پارشیم واقع شده‌است. دام ۵۰۰ نفر جمعیت دارد.